# Jaroszláv tveri fejedelem

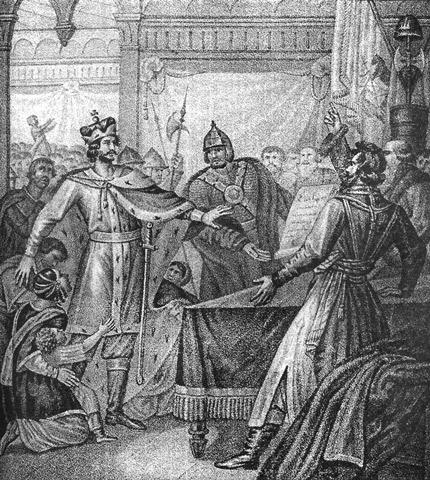
Jaroszláv Novgorodban. (B. Csorikov műve, 19. század)

Jaroszláv Jaroszlavics (oroszul Ярослав Ярославич; 1230 – 1272. szeptember 16.) Tver első önálló fejedelme 1242-től haláláig, és II. Jaroszláv néven vlagyimiri nagyfejedelem 1263-tól haláláig.

## Tver fejedelme
Jaroszláv I. Jaroszláv Vszevolodovics vlagyimiri nagyfejedelem és Rosztyiszlava toropecki hercegnő hetedik fiaként született 1230-ban. Apja 1246-os halála után Jaroszláv nagybátyja, az új nagyfejedelem, a kiskorú hercegnek adományozta Tver városát és a környező földeket, amely onnantól önálló fejedelemségnek számított.
Bátyjai, Alekszandr és Andrej hamarosan örökösödési vitába keveredtek; Jaroszláv az utóbbi pártjára állt. Mikor Alekszandr 1252-ben az Arany Horda kánjának udvarába utazott, Andrejjel együtt elfoglalták annak székhelyét, Perejaszlavl-Zaleszkijt. Amikor az Alekszandrral szövetséges tatárok visszafoglalták a várost, megölték Jaroszlav feleségét, gyermekeit pedig túszul ejtették. Jaroszláv 1254-ben  a győztes Alekszandr elől Ladogába menekült.
1255-ben a novgorodiak elűzték a fejedelmüket (Alekszandr Nyevszkij fiát, Vaszilijt) és helyébe Jaroszlávot hívták meg, először pszkovi (amely akkor névleges függőségben volt Novgorodtól) majd novgorodi hercegnek. Alekszandr Nyevszkij nyomására azonban rövidesen ott kellett hagynia a várost és visszatért Tverbe. 
Jaroszláv 1258-ra kibékült bátyjával és ebben az évben fivéreivel és Borisz rosztovi herceggel -aki unokatestvére volt – a tatár kán udvarába utazott, ahonnan "nagy megtiszteltetéssel" tért vissza. 
1262-ben Alekszandr Nyevszkij Jaroszlávot küldte a novgorodiak segítségére, akik hadjáratot indítottak a livóniai lovagok által birtokolt Dorpat ellen.

## Vlagyimiri nagyfejedelem
1263-ban meghalt Alekszandr Nyevszkij. Mind Jaroszláv, mind Andrej bátyja igényt tartott a nagyfejedelmi címre, ezért vitájukat a tatár kán elé terjesztették. Berke kán Jaroszláv javára döntött, feltehetően azért, mert őt ítélte lojálisabbnak.
1266-ban a novgorodiak újból elűzték fejedelmüket, Dmitrijt és visszahívták a trónra Jaroszlávot, aki másodszor egy novgorodi bojár lányát vette feleségül. Hamarosan összekülönböztek vele azonban, egyrészt amikor a novgorodiak ki akarták végezni a Pszkovba menekült litvánokat és Jaroszláv ezt nem engedélyezte, aztán pedig Jaroszláv fia, Szvjatoszláv helyett egy litván herceget választottak pszkovi részfejedelemmé. Jaroszláv végül átadta Novgorodot Jurij unokaöccsének.  
1268-ban  a novgorodiak segítséget kértek tőle a Livóniai rend ellen. Jaroszláv a fiait és több lovagot küldött, akik részt vettek a wesenbergi csatában.  A nagyfejedelem cserébe a vele ellenséges novgorodi városvezetők leváltását követelte, amit a város először megtagadott, de aztán, tartva a német lovagrend megerősödésétől, beleegyeztek Jaroszláv kérésébe.
1270-ben békét kötött a Livóniai lovagrenddel. Ugyanebben az évben kiújult a konfliktusa Novgoroddal, akik kitiltották őt a területükről önkényes uralkodása miatt. Jaroszláv összegyűjtötte hadait, és a perejaszlavli és szmolenszki herceg, valamint a tatárok segítségével Novgorod ellen indult. Miután találkozott a novgorodi sereggel, egy egész hétig farkasszemet néztek egymással, majd végül Kirill metropolita közbenjárására békét kötöttek. 

## Halála
1271-ben két unokaöccsével (Alekszandr Nyevszkij fiaival) a kán udvarába indult és a visszaúton 1272. szeptember 16-án meghalt.

## Fordítás
- Ez a szócikk részben vagy egészben  a(z)   Ярослав Ярославич című orosz Wikipédia-szócikk ezen változatának fordításán alapul.  Az eredeti cikk szerkesztőit annak laptörténete sorolja fel. Ez a jelzés csupán a megfogalmazás eredetét és a szerzői jogokat jelzi, nem szolgál a cikkben szereplő információk forrásmegjelöléseként.